# Ruby Modine
Ruby Wylder Rivera Modine (Loma Linda, 20 giugno 1991) è un'attrice e cantante statunitense.
Figlia dell'attore Matthew Modine, che l'ha diretta nel cortometraggio Super Sex, è nota principalmente per la sua partecipazione alla settima e ottava stagione della serie televisiva Shameless, e per il ruolo di Lori Spengler in Auguri per la tua morte.

## Filmografia

### Attrice

#### Cinema
- Memoria, regia di Vladimir de Fontenay e Nina Ljeti (2015)
- Central Park, regia di Justin Reinsilber (2017)
- Auguri per la tua morte (Happy Death Day), regia di Christopher B. Landon (2017)
- Ancora auguri per la tua morte (Happy Death Day 2U), regia di Christopher B. Landon (2019)
- Satanic Panic, regia di Grady Hendrix (2019)
- The Survivalist, regia di Jon Keeyes (2021)

#### Televisione
- Episodic – serie TV, 1 episodio (2014)
- Gypsi  – serie TV, 2 episodio (2015)
- Shameless – serie TV, 21 episodi (2016-2018)
- God Friended Me – serie TV, 1 episodio (2020)

#### Cortometraggi
- Somebody, regia di Matthew Modine (2012)
- Plastic Jesus, regia di Matthew Modine (2012)
- The Little Picture in Her Wallet, regia di Erik Hinrichsen (2015)
- Without a Compass, regia di Erik Hinrichsen (2015)
- Super Sex, regia di Matthew Modine (2016)
- After School, regia di Alec Tibaldi (2016)
- Ask Me If I Care, regia di Shandor Garrison (2018)
- The List, regia di Heliya Alam (2021)
- Americana, regia di Joshua Shultz (2022)

### Doppiatrice
- Mià e il Migù (Mia et le Migou), regia di Jacques-Rémy Girerd (2008)
- My Love Affair with Marriage, regia di Signe Baumane (2022)

## Doppiatrici italiane
- Joy Saltarelli in Auguri per la tua morte, Ancora auguri per la tua morte
- Lucrezia Marricchi in Shameless